# I когорта латобиков и варкианов
I когорта латобиков и варкианов (лат. Cohors I Latobicorum et Varcianorum) — вспомогательное подразделение армии Древнего Рима.
Данное подразделение было создано путём объединения двух когорт: I когорты латобиков и I когорты варкианов. Латобики и варкианы — племена кельтского происхождения, жившие на территории провинции Паннония. Когорта стояла лагерем в провинции Нижняя Германия. Известно, что солдаты подразделения участвовали в восстановлении крепости в Ригомаге, повреждённой в ходе боев гражданской войны 69 года и Батавского восстания. Упоминается в ряде военных дипломов от 76, 128, 138 и 158 годов.